# Magdalena Iljans
Anna Magdalena Iljans (* 26. September 1969 in Kungsängen als Anna Magdalena Jonsson) ist eine ehemalige schwedische Freestyle-Skierin. Sie war auf die Disziplin Skicross spezialisiert. Ihr Ehemann Eric Iljans betrieb dieselbe Sportart.

## Biografie
Iljans’ erster Erfolg als Skicrosserin war 2001 der Gewinn der Silbermedaille bei den Winter-X-Games. In den folgenden Jahren wurde sie bei dieser Veranstaltung nochmals je zweimal Zweite und Dritte, konnte aber nie gewinnen. Ihr Debüt im Freestyle-Weltcup hatte sie am 30. November 2002 in Tignes, wo sie das erste Skicross-Weltcuprennen der Geschichte gewann. Am 18. Januar 2003 folgte der zweite Weltcupsieg in Laax, in der Disziplinenwertung unterlag sie knapp der Französin Valentine Scuotto.
Im Winter 2003/04 stand Iljans vier weitere Male auf dem Podest, davon einmal als Siegerin. Zwei Podestplätze, darunter ein Sieg, kamen in der Weltcupsaison 2004/05 hinzu. Bei der Weltmeisterschaft 2005 in Ruka musste sie sich im Finale nur der Österreicherin Karin Huttary geschlagen geben und gewann die Silbermedaille. In der Weltcupsaison 2005/06 resultierten zwei Siege und ein dritter Platz, im Winter 2006/07 je ein Sieg und ein zweiter Platz.
Weitere Weltcup-Podestplätze konnte Iljans in der Folge nicht mehr erringen, wenngleich sie sich mehrmals unter den besten zehn klassierte. Sie qualifizierte sich für die Olympischen Winterspiele 2010. Das olympische Rennen in Cypress Mountain beendete sie auf dem 10. Platz, unmittelbar danach beendete sie ihre Sportkarriere.

## Erfolge

### Olympische Spiele
- Vancouver 2010: 10. Skicross

### Weltmeisterschaften
- Ruka 2005: 2. Skier X
- Madonna di Campiglio 2007: 8. Skier X
- Inawashiro 2009: 8. Skier X

### Weltcup
- Saison 2003/04: 3. Skicross-Weltcup, 9. Gesamtweltcup
- Saison 2004/05: 3. Skicross-Weltcup, 8. Gesamtweltcup
- Saison 2005/06: 3. Skicross-Weltcup, 4. Gesamtweltcup
- Saison 2006/07: 2. Skicross-Weltcup, 8. Gesamtweltcup
- 13 Podestplätze, davon 7 Siege:

| Datum             | Ort            | Land       |
| ----------------- | -------------- | ---------- |
| 30. November 2002 | Tignes         | Frankreich |
| 18. Januar 2003   | Laax           | Schweiz    |
| 18. Januar 2004   | Laax           | Schweiz    |
| 15. Januar 2005   | Pozza di Fassa | Italien    |
| 20. Januar 2006   | Kreischberg    | Österreich |
| 12. März 2006     | Sierra Nevada  | Spanien    |
| 10. Januar 2007   | Flaine         | Frankreich |

### Winter-X-Games
- 2. Platz Skier X: 2001, 2002, 2009
- 3. Platz Skier X: 2005, 2008